# Rhizoïde
Pour un article plus général, voir Histoire évolutive des végétaux.

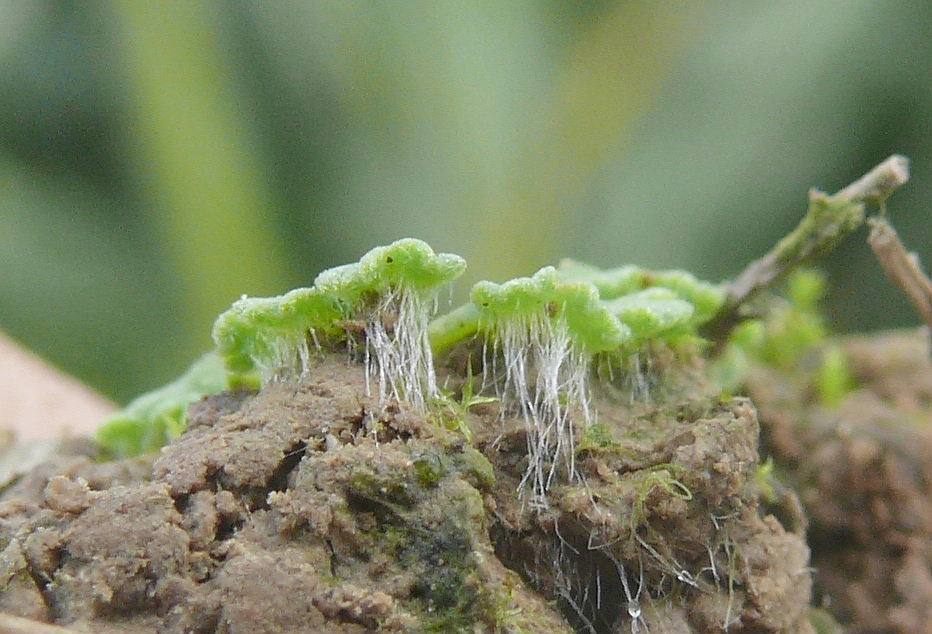
Rhizoïdes d'une Hépatique du genre Riccia.

Les rhizoïdes sont des filaments qui se développent depuis les cellules épidermiques de certains thallophytes (les algues et les mousses) et les formes gamétophytiques de ptéridophytes (les fougères). Des structures similaires sont formées par certains champignons. Les rhizoïdes peuvent être unicellulaires ou multicellulaires ; ce sont des cellules dont la différenciation a abouti à l'apoptose, qui sont donc des cellules mortes.
Les rhizoïdes sont des émergences épidermiques qui assurent la double fonction de fixation sur un substrat des prothalles et de certains thalles ou de colonies d'algues filamenteuses « fixées », et d'absorption de l'eau et des minéraux. Ils sont assimilés, à tort, à des racines mais ils n'en sont pas car ils n'ont pas de tissu conducteur. 
En effet, les racines jouent un rôle important dans l'absorption minérale, ce qui n'est pas le cas des rhizoïdes (les cellules mortes ne peuvent pas participer aux échanges). Ils sont en quelque sorte l'ancêtre de la racine, élément anatomique apparu à la fin du Silurien, il y a environ 400 millions d'années.